# تورستووکو
تورستووکو (به لاتین: Turostówko) یک منطقهٔ مسکونی در لهستان است که در Gmina Kiszkowo واقع شده‌است.